# Erwin Kho
Erwin Kho (Rotterdam, 6 december 1980) is een Nederlandse striptekenaar, illustrator, motion graphics animator, grafisch ontwerper en webdesigner.

## Biografie
Na zijn studie visuele communicatie aan de Academie voor Beeldende Kunst en Vormgeving (AKI) — inmiddels ArtEZ Art & Design Enschede — werd Kho in Rotterdam multimedia designer. Maar in zijn opdrachten voor (inter)nationale bedrijven kon hij te weinig van zichzelf kwijt.
In 2009 begon hij weer strips te tekenen, wat hij als klein kind ook deed. Op zijn stripblog Zerbamine is zijn ontwikkeling te volgen. Zijn eerste, autobiografische, verhaal telde 5 pagina's en bevatte reeds de voor Kho kenmerkende onderwerpen, lijnvoering, kleurstelling en technieken. Zijn tweede en derde korte verhalen werden geaccepteerd voor publicatie en zijn vierde verhaal werd zowel in Nederland als België gepubliceerd en bekroond.
Kho verklaart zijn fascinatie voor het medium door het feit dat een striptekenaar feitelijk alles tegelijk kan zijn: regisseur, artdirector, setbouwer, cameraman en acteur. Tot zijn voorbeelden rekent hij Rutu Modan, Charles Burns, Gipi, Craig Thompson, Shaun Tan, Baudoin en Adrian Tomine, maar hij wordt ook geïnspireerd door Holga & Lomo fotografie en de liedjes van singer-songwriters als Catherine Feeny, Joanna Newsom en Bon Iver. In zijn strips wil hij aandacht geven aan subtiele momenten en personages definiëren met kleine nuances die niet meteen opvallen.

## Prijzen
- 2010 Benelux Beeldverhalenprijs voor ‘Elke seconde telt’[5]
- 2010 Plastieken Plunk voor ‘Elke seconde telt’[6]

## Tentoonstellingen
- 2010 groepsexpositie Benelux Beeldverhalenprijs 2010 in het Scryption (april-augustus 2010) en op het Holland Animation Festival (september 2010)
- 2010-11 groepsexpositie Mooi is dat! in de OBA (13 november 2010-16 januari 2011), Centrale Bibliotheek Groningen (4-22 februari 2011), Centrale Bibliotheek Den Haag (12 juli-12 september 2011) en Centrale Bibliotheek Rotterdam (november-december 2011). Diverse selecties werden geëxposeerd in het Ministerie van OCW (februari-april 2011), op de Dag van de Literatuur in de Rotterdamse Doelen (17 maart 2011), in De Drvkkerij in Middelburg (tijdens de Boekenweek, 17-27 maart 2011) en op de Beijing International Book Fair (29 augustus-4 september 2011)
- 2011 groepsexpositie Vierkwart in de Coffee Company, Eendrachtsplein 2, Rotterdam (28 januari-1 april), met Gonnie Ellerman, Merlijne Marell en Sabine ten Lohuis
- 2011 groepsexpositie Far From Fong in Het Gemaal op Zuid, Rotterdam (9 juni-27 augustus), met Fenmei Hu, Khitan, Kwannie Tang, Zhen Tian, Dada Wang, Fong-Leng

## Publicaties
- Pulp Deluxe (‘Lichtvervuiling’, 19 september 2009)
- Zone 5300 (‘… Gesloten Deuren’, 15 april 2010)
- NRC.Next (‘Elke seconde telt’, 23 april 2010)